# Schmausengarten

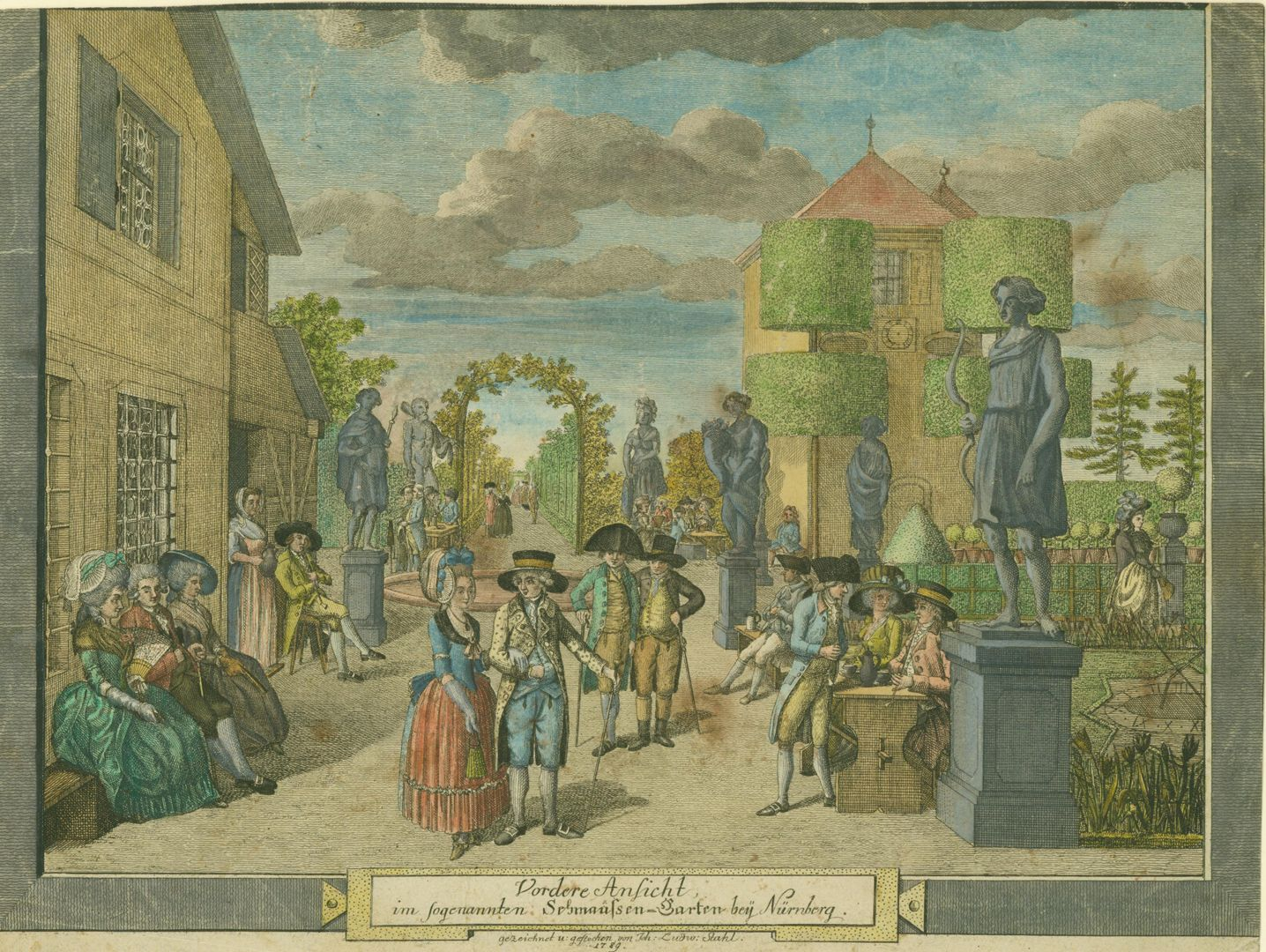
Johann Ludwig Stahl: Vordere Ansicht im sogenannten Schmausen-Garten beÿ Nürnberg (1789, Kunstsammlungen der Stadt Nürnberg)

Der Schmausengarten ist eine ehemalige Gartenanlage in Nürnberg. Er war der Öffentlichkeit zugänglich und lag gemäß der historischen Aufteilung Nürnbergs im Nordosten des Sebalder Burgfriedens, im jetzigen Stadtteil Maxfeld nördlich der heutigen Maxfeldstraße. Er wurde von dem reichen Nürnberger Bürger, Bierbrauer und Ratsherrn Johann Schmaus (1642–1717) nach dem Vorbild der Hesperidengärten des Patriziats kultiviert.
Der Schmausengarten war wegen seiner originellen und eigentümlichen Ausstattung berühmt. Als 1680 das Sebalder Gartenbuch angelegt wurde, gehörten ein Pomeranzenhaus, ein Wohnhaus mit Gärtnerwohnung, ein Taubenhaus, ein Stadel und eine Sommerlaube in Form eines Türmleins zu der Anlage. 1785 wurde der Schmausengarten so beschrieben: Alleen, grüne Gänge, eine Einsiedelei, Säle, ein kleines Labyrinth, schöne Statuen und abscheuliche Karikaturen, ein kleiner Teich, in welchem Schwäne schwammen, ein Vogelherd, einsame Hüttchen und kleine Grotten, Gemälde von verschiedenem Gehalt und Spielereien von allerlei Art. Der Besitzer ließ auch verschiedene Fontänen anlegen und hielt einige Affen im Park.
1876 wurde der Schmausengarten parzelliert und in zahlreiche Bauplätze aufgeteilt. Im Jahr 1894 wurde die Schmausengartenstraße nach ihm benannt.